# Sáric
Sáric é um município do estado de Sonora, no México.